# Jahir Ocampo
Jahir Ocampo Marroquín, född 12 januari 1990, är en mexikansk simhoppare.

## Karriär
Vid VM 2013 i Barcelona tog Ocampo brons tillsammans med Rommel Pacheco i parhopp från tremeterssvikten. Vid panamerikanska spelen 2015 i Toronto tog han guld tillsammans med Rommel Pacheco i parhopp från tremeterssvikten samt silver individuellt i tremeterssvikten. Vid olympiska sommarspelen 2016 i Rio de Janeiro slutade Ocampo på femte plats tillsammans med Rommel Pacheco i parhopp från tremeterssvikten.
Vid VM 2023 i Fukuoka tog Ocampo silver i lagtävlingen tillsammans med Gabriela Agúndez, Aranza Vázquez och Randal Willars. Vid VM 2024 i Doha tog han återigen silver tillsammans med Gabriela Agúndez, Aranza Vázquez och Randal Willars i lagtävlingen.